# Léon Marès
Prosper, Étienne, Léon Marès, né le 16 septembre 1854 à Montpellier et mort le 14 août 1916 à Lovagny, est un riche collectionneur. Officier des haras, il fut maire de Saint-Gély-du-Fesc en 1881 dans l'Hérault puis de Lovagny en 1912 en Haute-Savoie.

## Biographie
Prosper-Étienne-Léon Marès naît le 17 septembre 1854, à Montpellier,. Il est issu d'une riche famille d'industriels et de viticulteurs,.
En novembre 1875, il intègre pour trois ans le haras national du Pin dans l'Orne d'où il sortira officier. De retour à Montpellier après le décès de son père en décembre 1878, il s'installe au château du Rouquet dans le village de Saint-Gély-du-Fesc, où il est élu maire en 1881, puis à partir de 1887 au château de La Paille au nord de Montpellier.
En décembre 1906, il hérite du château de Montrottier, propriété de sa sœur Louise (épouse Georges Frèrejean), décédée à Lyon. Avant de s'installer au château, il fait procéder à des travaux (eau, électricité, chauffage, bâtiment pour le personnel, bassin dans le parc…) puis il fait venir ses collections, qu'il ajoute aux collections héritées de la famille Frèrejean, et sa ménagerie depuis Montpellier,.
Il a aussi participé avec Frédéric Mistral à la création de La Falabrego, association conviviale et de bienfaisance des méridionaux, créée à Annecy en 1907, dont il devient président d'honneur,.
À sa mort, le 14 août 1916,, d'une deuxième crise cardiaque, il lègue par testament son domaine, château et collections, à l'académie florimontane sous trois conditions : qu'il soit enterré sur les terres du château, qu'une messe soit célébrée en son nom tous les ans et que ses collections soient visibles par tous.

## Le château
Ainsi que le collectionneur l'avait demandé dans son testament, le château est ouvert au public depuis 1919 et les collections laissées en l'état. Ce château, construit à partir du XIIIe siècle constitue une des dernières demeures d'un collectionneur du début du XXe siècle.

## Sociétés savantes
Léon Marès est membre de plusieurs sociétés savantes :
- Société d'arboriculture de l'Hérault (1901),
- Société d’horticulture et d’histoire naturelle de l'Hérault (1909),
- fondateur de la Société d'aviculture de l'Hérault,
- Société d’agriculture de l'Hérault,
- fédération des sociétés d'agriculture du Littoral,
- Société des agriculteurs de France,
- Société française pour l'élevage du lapin

- Académie florimontane, à Annecy (1909)[3],
- Club alpin français (1914).

L'Académie florimontane a soutenu dès 1949 les recherches de Joseph Serand (1868-1957). Elle les encourage à nouveau depuis 2007 et les soutient avec les nombreux travaux, basés sur des sources inédites, de Julien Coppier sur Léon Marès, parus entre autres dans la Revue savoisienne, revue de l'Académie florimontane.